# エデンの園 (ヘミングウェイ)
『エデンの園』（エデンのその、The Garden of Eden）は、アメリカ合衆国の小説家アーネスト・ヘミングウェイの長編小説。著者の死後、1986年に遺作として出版された。

## 背景

### 執筆
ヘミングウェイは1946年から1958年にかけて断続的にこの小説を書き続け、自らの心身の衰弱を意識していた1958年5月には最終章を執筆する意思を示したメモを書き残している。『エデンの園』は1946年の書き始めから数年で枚数にして1000枚を超え、1961年にヘミングウェイが死んだときには約1500枚、語数にして約21万語になっていた。
この小説が登場人物や構成の点でF・スコット・フィッツジェラルドの『夜はやさし』（Tender is the Night）と非常に似通っているということについては、ロスト・ジェネレーションとして知られアメリカを離れた2人がコート・ダジュールにて共に過ごした時の長さを考えれば至極妥当である。ただ、フィッツジェラルドの『夜はやさし』における登場人物であるディックとニコルはジェラルドとサラのマーフィ夫婦をモデルにしているが、ヘミングウェイはこの小説の登場人物のモデルとして彼らを明確には示していない。

### 出版
死後、4番目の妻であったメアリー・ウェルシュ・ヘミングウェイによって未発表の作品が集められ、書簡等と共にジョン・F・ケネディ図書館に寄贈されたことにより、ヘミングウェイの遺作が再び脚光を浴びることになり、『海流のなかの島々』（Islands in the Stream）、『危険な夏』（The Dangerous Summer）やいくつかの短編小説が出版された。『エデンの園』に関しても、未整理であった草稿をヘミングウェイの出版社であったスクリブナー社の編集者が整理し、特に前半を中心に全体の3分の2にあたる約15万語が削られ、切り貼りされ、主題の一貫性を持たせた上で、1986年に出版された。

## 評価
初版10万部が出版後1週間で売り尽くされベストセラーとなるなど、ヘミングウェイ没後25周年ということもあり、販売部数としては大いなる人気を博した。しかし、草稿の大部分の推敲が著者ヘミングウェイ自身によって行われていた『海流のなかの島々』と異なり、推敲がヘミングウェイによってほとんど行われておらず、全文にわたって出版社の手による推敲が加えられた後の出版には、「作者の意図を無視している」といった批判が他の遺作に比べ一層強く浴びせられた。多くの文学者、文学関係者が、編集者による草稿の整理に関して「明解さと一貫性のための改竄であり、不誠実である。」と評した。実際に、編集後の版ではある登場人物の会話が、草稿とは異なる他の登場人物の会話となっている箇所もあった。しかし同時に、編集者が手を加え整理したことによりヘミングウェイの遺稿が整った小説として出版されるに至ったわけであり、とりわけスクリブナー社の編集者トム・ジェンクスによる編集は優れた構成美を表しているという意見も多く存在した。
内容に対する評価としては賛否両論あり、この小説からは少なからずヘミングウェイの老いを感じ、1920年代から1940年代前半に書かれたものとは良くも悪くも異なり男性的力強さといったものがなくなったとする意見や、『ニューヨーカー』誌に書評を投じたジョン・アップダイクやE・L・ドクトロウのように、キャサリンという女性がヘミングウェイの女性像としての大きな収穫であるという、特に女性像の完成形に関する肯定的な書評が存在する。

## 主題
ヘミングウェイは自身の言葉でこの小説について「人が必ず失わなければならない楽園の幸福」を主題にし、正面からエロスを追求したと語っている。実際にこの小説は、その性的な内容が故の大きな注目を浴びた。

## ストーリー
南仏のカマルグに新婚旅行で滞在中のアメリカ人作家デイヴィッド・ボーンとキャサリンの夫婦は、マリータという若い美女に出会う。夫婦の関係にマリータが加わることによって、3人の間には奇妙な愛と不安が生まれる。エロティシズムに満ちた日々はコート・ダジュールとスペインを舞台に、3人の間に生まれた三角関係に始まり、倒錯し、最終的にはデイヴィッドとキャサリンの別れに終わることになる。

### 原文との相違
上述したとおり、ヘミングウェイの遺稿として発見された草稿に編集者の手が入り、大いに推敲された後に出版されたものが現在知られる版であるが、原文からは登場人物、ストーリーとも大きく削られている。草稿においてはデイヴィッド、キャサリン夫妻以外に、ニック、バーバラというシェルドン夫妻が登場する。その2組の夫婦の出会いとその後のデイヴィッドとバーバラによる不倫関係、キャサリンとバーバラによる同性愛的関係に関する部分は編集によって削除され、出版された版ではボーン夫妻にマリータを加えた三角関係のみに焦点が当てられている。

## 登場人物
デイヴィッド・ボーン
アメリカの作家。新婚3週間。
キャサリン・ボーン
その妻。
マリータ
ボーン夫妻がカマルグで出会った美女。

## 映画『ガーデン・オブ・エデン』
この作品が映画化されたのが『ガーデン・オブ・エデン 〜失楽園の3人〜』である。2010年に公開された。監督はジョン・アーヴィン。

### ストーリー
第一次大戦直後、アメリカの作家・デヴィッドは、パリでキャサリンと出会う。彼女は資産家の娘で、すぐに車を買ってくれ、結婚することになるが、いきなりイギリスのイートン校のような少年の髪型にして現れる。
2人は新婚旅行として、カンヌの近くの風光明媚な場所で長期のバカンスを楽しむ。夫が小説を書き始めると、アブサンばかり飲んでいる。飽きてきたのでマドリードにも向かう。そこでパイロットの旧友ボイル大佐に会い、彼が言うには、キャサリンの父親は変人で、両親が自動車事故で亡くなってから立ち直れなかったし、叔父も競馬狂いで「逃れられんぞ、せいぜい用心しろよ。」だという。彼女は、蓄音機もタイプライターも買ってくれる。プラチナ色の髪にした時、夫にも勧め、二人同じ色になる。夫から「どこで髪を。」と聞かれたのがきっかけで、カフェで見かけた美しいイタリアの資産家の娘マリータを連れてきて、3人で生活しようという。
デヴィッドは、幼少時の父との葛藤を小説にしていた。アフリカでの象狩りに連れられた少年の苦悩が描かれる。「狩りはきらいだ。」と言うのに父は「ぶち壊すな。」と怒る。そして、象が現れると少年は「あっちへ行け。」と言い、父は激怒する。
海辺での生活は開放的で、キャサリンとマリータはレズの関係を持つが、マリータがデヴィッドに色目を使い、大胆な行動に出て2人は結ばれる。女たちは、2人で夫を共有するという。夫は「君の狂気につきあう。」と言う。
3人の話を読んでいると知って作家はもう止めるというが、アフリカの父親が女といちゃつくシーンでキレてしまう。最後には書評と一緒に、「アフリカ物語　デイビッド・ボーン」（An African Story  by David Bourne）も燃やしてしまう。女を絞め殺すというのに、「病気なのよ、また書けばいい。」と言うマリータに、「うまい文章は何度も書けない。」と言う。キャサリンは、パリに行って弁護士と賠償金につて相談すると言うが、彼は「金じゃない。」と言う。1か月後、キャサリンから手紙が来る。
デヴィッドは原稿執筆を再開し、父親と和解する話になる。
デヴィッドは、海で泳いでいるマリータに「ボーン夫妻は健在だ。すべて復活した。」「私たちが？」と返すと、「本当のボーン夫妻だ。」
アフリカの情景が浮かび、「父を思い出すと幸せになる。この話を気に入ってくれるだろう。」とつぶやく。

### 登場人物
- デイヴィッド・ボーン（ジャック・ヒューストン）
- キャサリン・ボーン（ミーナ・スヴァーリ）
- マリータ（カテリーナ・ムリーノ）